# منطقه ادانسی جنوب
منطقه ادانسی جنوب (به لاتین: Adansi South District) در غنا است که در New Edubiase واقع شده‌است.

## خصوصیات
منطقه ادانسی جنوب ۱٬۳۸۰ کیلومترمربع مساحت و — نفر جمعیت دارد.